# Timothy Olyphant
Timothy David Olyphant född 20 maj 1968 i Honolulu, Hawaii, är en amerikansk skådespelare.
Olyphants familj flyttade till Kalifornien när han var två år gammal. Olyphant tog 1986 examen på Fred C. Beyer High School i Kalifornien, USA. Han har varit med i filmer som Die Hard 4, A Man Apart, Scream 2, Rock Star  och har spelat polis i Gone in 60 Seconds. Han hade också huvudrollen i TV-serien Deadwood, där han spelade Seth Bullock.
Han har spelat Agent 47 i filmatiseringen av videospelet Hitman. Han har även medverkat i tonårskomedin The Girl Next Door och spelade US Marshal-agenten Raylan Givens i TV-serien Justified 2010–2015. 
2021 spelade Olyphant en biroll som sheriffen Cobb Vanth i TV-serierna The Mandalorian och The Book of Boba Fett. Cobb Vanth är sheriff i Mos Pelgo på Tatooine när de får problem med Pykersyndikatets kryddsmuggling.

## Privatliv
Olyphant har varit gift med Alexis Knief sedan 1991. De har tre barn.

## Filmografi

### Film
| År   | Titel                                     | Roll                      | Noter    |
| ---- | ----------------------------------------- | ------------------------- | -------- |
| 1996 | The First Wives Club                      | Brett Artounian           |          |
| 1997 | A Life Less Ordinary                      | Hiker                     |          |
| 1997 | Scream 2                                  | Mickey Altieri            |          |
| 1998 | 1999                                      | Hooks                     |          |
| 1998 | When Trumpets Fade                        | Lieutenant Terrence Lukas |          |
| 1999 | No Vacancy                                | Luke                      |          |
| 1999 | Go                                        | Todd Gaines               |          |
| 1999 | Advice from a Caterpillar                 | Brat                      |          |
| 2000 | The Broken Hearts Club: A Romantic Comedy | Dennis                    |          |
| 2000 | Gone in 60 Seconds                        | Detective Drycoff         |          |
| 2001 | Head Over Heels                           | Michael                   |          |
| 2001 | Auggie Rose                               | Roy Mason                 |          |
| 2001 | Rock Star                                 | Rob Malcolm               |          |
| 2001 | Doppelganger                              | Brian                     | Kortfilm |
| 2002 | Coastlines                                | Sonny Mann                |          |
| 2003 | The Safety of Objects                     | Randy                     |          |
| 2003 | Dreamcatcher                              | Pete Moore                |          |
| 2003 | A Man Apart                               | Hollywood Jack            |          |
| 2004 | The Girl Next Door                        | Kelly                     |          |
| 2006 | Catch and Release                         | Fritz Messing             |          |
| 2007 | Live Free or Die Hard                     | Thomas Gabriel            |          |
| 2007 | Hitman                                    | Agent 47                  |          |
| 2008 | Stop-Loss                                 | Lt. Col. Boot Miller      |          |
| 2008 | Meet Bill                                 | Chip Johnson              |          |
| 2009 | A Perfect Getaway                         | Nick                      |          |
| 2009 | High Life                                 | Dick                      |          |
| 2010 | The Crazies                               | Sheriff David Dutten      |          |
| 2010 | Elektra Luxx                              | Dellwood Butterworth      |          |
| 2011 | Rango                                     | The Spirit of the West    | Röst     |
| 2011 | I Am Number Four                          | Henri                     |          |
| 2013 | Dealin' with Idiots                       | Max's Dad                 |          |
| 2014 | This Is Where I Leave You                 | Horry Callen              |          |
| 2016 | Mother's Day                              | Henry                     |          |
| 2016 | Snowden                                   | CIA Agent Geneva          |          |
| 2018 | Behold My Heart                           | Steven Lang               |          |
| 2019 | Missing Link                              | Tybalt Moriarty           | Röst     |
| 2019 | Once Upon a Time in Hollywood             |                           |          |

### TV
| År        | Titel                 | Roll                   | Noter |
| --------- | --------------------- | ---------------------- | --- |
| 1996      | Mr. & Mrs. Smith      | Scooby                 | Avsnitt: "Pilot" |
| 1997–1998 | High Incident         | Brett Farraday         | 3 avsnitt |
| 1998      | Sex and the City      | Sam                    | Avsnitt: "Valley of the Twenty-Something Guys" |
| 2002      | Night Visions         | Eli                    | Avsnitt: "Harmony" |
| 2004–2006 | Deadwood              | Sheriff Seth Bullock   | 36 avsnitt Nominerad till Screen Actors Guild Award for Outstanding Performance by an Ensemble in a Drama Series (2006) |
| 2006      | My Name Is Earl       | Billy Reed             | Avsnitt: "Dad's Car" |
| 2008      | Samantha Who?         | Winston Funk           | Avsnitt: "The Boss" |
| 2009–2010 | Damages               | Wes Krulik             | 11 avsnitt Säsong 2 och 3 |
| 2010–2015 | Justified             | Raylan Givens          | 78 avsnitt; även exekutiv producent Satellite Award for Best Actor - Television Series Drama (2011) Nominerad – Critics' Choice Television Award for Best Actor in a Drama Series (2011–13) Nominerad – Primetime Emmy Award for Outstanding Lead Actor in a Drama Series (2011) Nominerad – Satellite Award for Best Actor - Television Series Drama (2012) Nominerad – TCA Award for Individual Achievement in Drama (2011) |
| 2010      | The Office            | Danny Cordray          | Avsnitten: "The Sting" och "Costume Contest" |
| 2012      | The League            | Wesley                 | Avsnitt: "The Freeze Out" |
| 2013      | Archer                | Lucas Troy (voice)     | Avsnitt: "The Wind Cries Mary" |
| 2013      | The Mindy Project     | Graham Logan           | Avsnitt: "Sk8er Man" |
| 2015–2016 | The Grinder           | Himself / Rake Grinder | 4 avsnitt Critics' Choice Television Award for Best Guest Performer in a Comedy Series |
| 2017–2019 | Santa Clarita Diet    | Joel Hammond           | Huvudroll; även exekutiv producent |
| 2020      | Fargo                 | Dick 'Deafy' Wickware  | 10 avsnitt |
| 2021      | The Book of Boba Fett | Sheriff Vanth Cobb     | Avsnitt: S1A6 "Från öknen kommer en främling" |
| 2023      | Daisy Jones & The Six | Rod                    | Återkommande roll |
| 2024      | Terminator Zero       | Terminator             | Röst |

| År   | Titel                 | Roll                            | Scen                     |
| ---- | --------------------- | ------------------------------- | ------------------------ |
| 1995 | The Monogamist        | Tim Hapgood                     | Playwrights Horizons     |
| 1996 | The Santaland Diaries | Crumpet the Elf / David Sedaris | Atlantic Theater Company |
| 1997 | Plunge                | Jim                             | Playwrights Horizons     |
| 2016 | Hold On to Me Darling | Strings McCrane                 | Atlantic Theater Company |

| År   | Titel                          | Röstroll                      |
| ---- | ------------------------------ | ----------------------------- |
| 2008 | Turok                          | Cowboy                        |
| 2011 | Call of Duty: Modern Warfare 3 | Sergeant First Class "Grinch" |

## Utmärkelser och nomineringar
| År   | Utmärkelser                                | Kategori                                                 | Verk              | Resultat  | Källa  |
| ---- | ------------------------------------------ | -------------------------------------------------------- | ----------------- | --------- | ------ |
| 1996 | Theatre World Award                        | Outstanding Debut Performance                            | The Monogamist    | Vann      | [ 9 ]  |
| 2000 | Young Hollywood Award                      | Best Bad Boy                                             | Go                | Vann      | [ 10 ] |
| 2007 | Screen Actors Guild Award                  | Outstanding Performance by an Ensemble in a Drama Series | Deadwood          | Nominerad | [ 11 ] |
| 2010 | Toronto Film Critics Association Award     | Best Supporting Actor                                    | A Perfect Getaway | Nominerad | [ 12 ] |
| 2010 | Scream Award                               | Best Horror Actor                                        | The Crazies       | Nominerad | [ 13 ] |
| 2010 | IGN Summer Television Award                | Best TV Hero                                             | Justified         | Nominerad | [ 14 ] |
| 2011 | IGN Summer Television Award                | Best TV Hero                                             | Justified         | Nominerad | [ 15 ] |
| 2011 | Television Critics Association Award       | Individual Achievement in Drama                          | Justified         | Nominerad | [ 16 ] |
| 2011 | Satellite Award                            | Best Actor in a Series, Drama                            | Justified         | Vann      | [ 17 ] |
| 2011 | Online Film & Television Association Award | Best Actor in a Drama Series                             | Justified         | Nominerad | [ 18 ] |
| 2011 | Genie Award                                | Best Performance by an Actor in a Leading Role           | High Life         | Nominerad | [ 19 ] |
| 2011 | Primetime Emmy Award                       | Outstanding Lead Actor in a Drama Series                 | Justified         | Nominerad | [ 20 ] |
| 2011 | Critics' Choice Television Award           | Best Actor in a Drama Series                             | Justified         | Nominerad | [ 21 ] |
| 2012 | Critics' Choice Television Award           | Best Actor in a Drama Series                             | Justified         | Nominerad | [ 22 ] |
| 2012 | Satellite Award                            | Best Actor in a Series, Drama                            | Justified         | Nominerad | [ 23 ] |
| 2012 | Online Film & Television Association Award | Best Actor in a Drama Series                             | Justified         | Nominerad | [ 24 ] |
| 2013 | Online Film & Television Association Award | Best Actor in a Drama Series                             | Justified         | Nominerad | [ 25 ] |
| 2013 | IGN Summer Television Awards               | Best TV Hero                                             | Justified         | Nominerad | [ 26 ] |
| 2013 | Critics' Choice Television Award           | Best Actor in a Drama Series                             | Justified         | Nominerad | [ 27 ] |
| 2013 | TV Guide Award                             | Favorite Actor                                           | Justified         | Nominerad |        |
| 2016 | 6th Critics' Choice Television Awards      | Best Guest Actor/Actress in a Comedy Series              | The Grinder       | Vann      | [ 28 ] |